# Ben Lomond
Ben Lomond (en gaèlic escocès Beinn Laomainn), és una muntanya de 974 metres d'altura i una prominència de 819 m., situat a l'est del Lock Laomainn, en les terres altes d'Escòcia. És el més meridional de les muntanyes catalogades com Munros.
La geologia del Ben Lomond és dominada pel granit, esquist, diorita, pòrfir i quarsita. El Ben Lomond es troba a la conca d'Escòcia, la divisòria d'aigües que separa els sistemes fluvials que flueixen cap a l'est de les que flueixen cap a l'oest.
La seva fàcil accessibilitat des de Glasgow, i gairebé des de qualsevol altre lloc del centre d'Escòcia, juntament amb la relativa comoditat del seu ascens des de Rowardennan, a través d'un camí bastant transitat que ascendeix fins al cim, fan d'aquesta muntanya un lloc bastant popular entre els muntanyencs, especialment dins de les muntanyes de la seva categoria. En un dia clar, Ben Lomond és clarament visible des de les zones més elevades de Glasgow. De fet, potser és per la seva bona visibilitat que se'l va denominar Beinn Laomainn, que significa "cim-far" (de la mateixa manera que succeeix amb les Lomond Hills, a Fife). El cim d'aquesta muntanya també és observable des del Ben Nevis, el cim més alt de la Gran Bretanya, situat a més de 60 km de distància.
La ruta d'ascens més habitual ascendeix suaument per la cresta coneguda com a Sròn Aonaich, abans d'elevar-se en un costerut zig-zag fins al cim. En total, l'ascens dura al voltant de 3 hores. La ruta de senderisme coneguda com a West Highland Way envolta la base de la muntanya per l'oest, al costat del Loch Lomond.
En l'actualitat aquesta àrea és propietat del National Trust for Scotland.